# Tortell
El tortell és un pastís típic de la cuina catalana i de la cuina occitana en forma d'anella o cèrcol, fet de pasta de brioix, pasta fullada o d'alguna altra mena i farcit de diversos ingredients com ara massapà, nata, crema, melmelada, cabell d'àngel, etc. que pot portar fruita confitada o pinyons, a més del sucre de llustre, al damunt.
El tortell és un element molt important de la tradició culinària de Catalunya, ja que apareix en diverses celebracions festives al llarg de l'any. De fet, pràcticament tots els diumenges hom en pot trobar a la pastisseria; així com en algunes dates assenyalades, com el Dia de Reis (6 de gener); Sant Antoni (17 de gener) o Diumenge de Rams. Fins i tot, se n'han inventat de nous com el tortell de Sant Cristòfol (10 de juliol), un tortell de massapà en forma de volant, ja que sant Cristòfol és el patró dels automobilistes.

## Tortell de diumenge
A Catalunya és molt tradicional el tortell de diumenge, que no se sol fer a casa sinó que se sol comprar a les fleques o pastisseries el mateix dia, de passada que es compra el pa. El tortell de diumenge típic tradicional té forma d'anella i sol estar fet de pasta fullada, tot i que també pot ser de pasta choux (la pasta dels bunyols, però cuita al forn en comptes de fregida) i sempre està tallada pel mig i farcida de crema (crema catalana, nata o "trufa", que és nata barrejada amb xocolata en pols o cacau), de manera que es vegi bé el que hi ha a dins. Sol estar coberta de sucre fi o, per a donar brillantor, de melmelada suau o dissolta amb una mica d'aigua. Aquest tortell no conté sorpreses. També existeixen versions modernes de tortell, normalment casolanes, a les quals el farciment pot ser una crema diferent, una escuma de mató o de iogurt amb mel, o fins i tot gelat. L'alternativa típica del tortell de diumenge és el braç de gitano.

## Tortell de reis

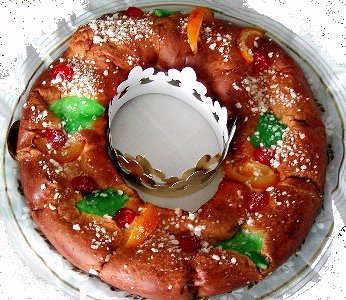
Un tortell

El tortell de Reis, anomenat també coca de Reis (* roscó de Reis és un calc del castellà roscón de Reyes), té també forma d'anella més o menys rodona o ovalada, però la massa és de la mateixa mena que la d'un brioix i el farciment, que sol ser massapà, està completament cobert, també pels costats, per la massa. Està ricament decorat de fruita confitada (típicament cireres, taronja i pell de síndria) i fruits secs (típicament pinyons, a part de variants més econòmiques amb ametlla tallada) i conté dues sorpreses. A Catalunya es menja exclusivament el Dia de Reis, després de dinar, mentre que a Occitània es menja al gener, però no necessàriament per Reis.
El tortell de Reis és possiblement el que té més anomenada (el 2009 es calcula que se'n van vendre 800.000), i commemora la festivitat catòlica dels Tres Reis d'Orient, tot i que té arrels paganes, ja que l'Imperi Romà ja celebrava les festes d'hivern, o festes dels fruits, amb tortells fets de figues, dàtils i mel. Els romans utilitzaven les faves per votar el rei de les festes d'hivern en honor del déu Saturn. La seva forma representava el cicle de l'any. La mida estàndard és d'uns 50 centímetres de diàmetre i en surten unes 8 racions, tot i que actualment se'n fan de moltes mides, i el tradicional és el de massapà amb fruita confitada per sobre. Aquest tortell conté dues sorpreses amagades: una fava seca i una figureta (normalment d'un dels Reis). Segons la tradició, aquell qui troba la figureta dins el seu tros és coronat amb la corona daurada de cartró que decora el centre del pastís, mentre que qui es troba la fava és a qui li toca pagar el tortell. A França, és costum que el més petit de la casa, des de sota la taula, vagi dient a qui correspon cada part del pastís. A més, s'ha de tallar en tantes parts com convidats més una, que seria la part destinada al primer pobre que es presentaria a la casa.
Explica el costumari català, que no tothom podia anar a l'adoració i, per tant, en el tortell de Reis hi posaven una fava seca; qui trobava la fava era nomenat rei, qualificat com el "rei de la fava", era qui anava a la funció de l'església en representació de la família i adorava el Nadó de Betlem. Durant l'àpat cada vegada que aquest personatge bevia tots els companys de taula s'havien d'aixecar en acció d'acatament i cridar a cor "el rei beu, el rei beu".
Tortells de Reis a altres cultures
El tortell de reis és típic, com les tradicions al seu voltant, dels Països Catalans i d'Occitània, a més de la resta de l'Estat Espanyol i fins i tot, a través d'ell, a alguns llocs d'Amèrica, com Mèxic o l'Equador.
El seu nom occità és el Reiaume a la Provença o la Corona dels Reis, al Llenguadoc.
A la França francòfona és habitual la galeta de reis (galette des Rois), una altra mena de coca tapada i rodona, de pasta fullada i semblant a una empanada, típicament farcit de massapà. Aquesta galeta de reis conté també una fava a l'interior, però no té figureta. A més d'aquesta versió tradicional, n'existeixen amb altres menes de farcits, com confitura de poma, de gerds i formatge, o xocolata. Com a França el dia de reis no és festiu, la galeta de reis es menja més habitualment el diumenge següent a aquest dia, o fins i tot qualsevol altre dia fins a un mes més tard.
Un tortell molt similar al tortell de reis català, el Bolo de Rei, existeix a Portugal, per bé que varien els ingredients.
Una tradició similar la trobem en el king cake de Nova Orleans. Segons Dionisio Pérez Gutiérrez, fou exportat a Espanya des de França, tot imitant el gâteau des rois que és el nom amb el qual els francesos anomenen el tortell d'Occitània, ja que al nord de l'Estat Francès no se'n menja tradicionalment. Tanmateix, el mateix autor defensa que l'inventà un cuiner reial al palau reial de Versalles (al nord de França, al costat de París), on no es menja tortell de reis (com el català, portuguès o occità) sinó la galeta de pasta fullada i massapà.

## Tortell de Sant Antoni

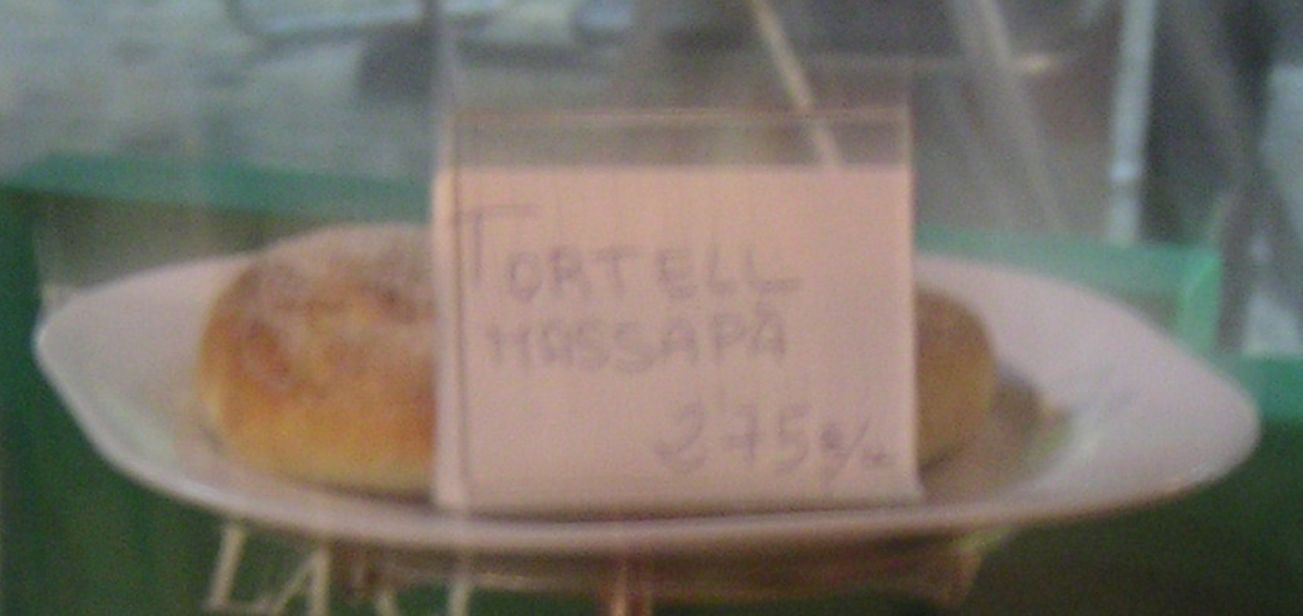
Tortell farcit de massapà.

El tortell de Sant Antoni és el dolç típic d'aquesta festivitat, que es menja generalment el diumenge anterior, dia en què es fan els Tres Tombs. És un tortell en forma d'anella fet de pasta de brioix o pasta fullada que podem trobar amb tota mena de farciment: des del més tradicional, massapà, fins a trufa, nata, crema, cabell d'àngel, etc. La diferència respecte del tortell de Reis és que aquest no sol ornar-se amb fruita confitada.
Aquest tortell es pot comprar en fleques i pastisseries barcelonines i de tot Catalunya al voltant de la festa de Sant Antoni Abat, el 17 de gener. Sovint conté dues sorpreses a l'interior: una fava seca i una figureta d'un animal o un picarol. Com al tortell dels Reis, qui troba li fava haurà de pagar el tortell de l'any vinent.

## Tortell de Rams
El tortell de Rams és el pastís típic del Diumenge de Rams –l'anterior a Pasqua– i el regalen els padrins als fillols després de l'ofici de celebració a l'església. El tortell de Rams, igual com els que es fan per les altres festivitats, pot ser farcit i decorat amb ingredients diversos, si bé el més habitual és amb farciment de massapà i decoració de fruita confitada. El tortell de Rams és similar al de Reis, però sense la fava, la figura, ni la corona.
És típic a Catalunya, i més concretament a les comarques d'Osona, Alt Empordà, Baix Empordà, Garrotxa, Gironès, Pla de l'Estany, la Selva i a l'Alt Maresme. Sembla que aquest tradició d'arrel cristiana procedeix del Bisbat de Girona, i per aquest motiu, aquest tortell és molt conegut des de Portbou fins a Arenys de Mar (on acaba el Bisbat de Girona) i en canvi no es coneix en altres comarques catalanes.
En aquestes comarques segons la tradició el padrí regalava el tortell de Rams al seu fillol o fillola i la padrina regalava la palma i les sabates. La mona era desconeguda. Cal recordar que la mona originàriament era una mena de tortell amb ous com a decoració. D'un temps ençà s'ha incorporat la tradició de regalar la mona (en forma de pastís i figuretes de xocolata) el Diumenge de Pasqua i llavors els padrins es reparteixen qui regala mona i qui tortell segons conveniència.